# LPAR5
LPAR5 (англ. Lysophosphatidic acid receptor 5) – білок, який кодується однойменним геном, розташованим у людей на короткому плечі 12-ї хромосоми. Довжина поліпептидного ланцюга білка становить 372 амінокислот, а молекулярна маса — 41 347.
| 10         |  | 20         |  | 30         |  | 40         |  | 50         |
| ---------- |  | ---------- |  | ---------- |  | ---------- |  | ---------- |
| MLANSSSTNS |  | SVLPCPDYRP |  | THRLHLVVYS |  | LVLAAGLPLN |  | ALALWVFLRA |
| LRVHSVVSVY |  | MCNLAASDLL |  | FTLSLPVRLS |  | YYALHHWPFP |  | DLLCQTTGAI |
| FQMNMYGSCI |  | FLMLINVDRY |  | AAIVHPLRLR |  | HLRRPRVARL |  | LCLGVWALIL |
| VFAVPAARVH |  | RPSRCRYRDL |  | EVRLCFESFS |  | DELWKGRLLP |  | LVLLAEALGF |
| LLPLAAVVYS |  | SGRVFWTLAR |  | PDATQSQRRR |  | KTVRLLLANL |  | VIFLLCFVPY |
| NSTLAVYGLL |  | RSKLVAASVP |  | ARDRVRGVLM |  | VMVLLAGANC |  | VLDPLVYYFS |
| AEGFRNTLRG |  | LGTPHRARTS |  | ATNGTRAALA |  | QSERSAVTTD |  | ATRPDAASQG |
| LLRPSDSHSL |  | SSFTQCPQDS |  | AL         |  |            |  |            |

A: Аланін

C: Цистеїн

D: Аспарагінова кислота

E: Глутамінова кислота

F: Фенілаланін

G: Гліцин

H: Гістидин

I: Ізолейцин

K: Лізин

L: Лейцин

M: Метіонін

N: Аспарагін

P: Пролін

Q: Глутамін

R: Аргінін

S: Серин

T: Треонін

V: Валін

W: Триптофан

Кодований геном білок за функціями належить до рецепторів, g-білокспряжених рецепторів, білків внутрішньоклітинного сигналінгу. 
Локалізований у клітинній мембрані, мембрані.